# 細胞研究
细胞研究（Cell Research）是一份與细胞生物学有關的英文月度同行评审科学期刊，创刊于1990年，由中国科学院主管，中國科學院生物化學與細胞生物學研究所與中国细胞生物學学会主办，並委託《自然科研》出版。該刊物荣誉主编为裴钢和主编为李党生。根據期刊引证报告，該期刊的影响因子在2013年首度突破10，2017年為15.393，2019年首度突破20。
该期刊在2018年被中华人民共和国国家新闻出版广电总局新闻报刊司评为2017年全国“百强报刊”。

## 外部連結
- 官方网站
- NPG website （页面存档备份，存于）